# 妖精のエアと死のワルツ
『妖精のエアと死のワルツ』（英: Faerie's Aire and Death Waltz (from "A Tribute to Zdenko G. Fibich)）は、ジョン・スタンプによる未刊の風刺的楽曲の一つ。1980年に作曲及び著作権登録された作品で、そのユーモア性と演奏不可能性で有名となった。点刻技法（stippling）を用いた美術作品の一例であり、「ペンギンを逃がせ」などの奇異な演奏指示などが書かれているため、音楽家の気晴らしを目的として、音楽室やオーケストラ室の壁に飾られることが多い。

## 歴史
スタンプは、カリフォルニア州レイクウッドのレイクウッド高等学校でフレンチ・ホルンを演奏する高校生であった。

## 流行
Facebookではこの作品に関するグループフォーラムが創設されたほか、Googleの検索結果が示すように、この作品を言及したウェブページ数は130,000ページを超えている。この作品を実際に人の手で演奏する試みも行われており、またコンピューター上で演奏させるmidiファイルも既に制作されている。

## その他の楽曲
スタンプは『妖精のエアと死のワルツ』の他に、『ハ長調と嬰ハ短調のための前奏曲と最後の望み：オペラ「アヒルのマーチ」より）（Prelude and the Last Hope in C and C# Minor from the Opera Marche de I'Oie (March of the Ducks)）』（2005年）や、『弦楽四重奏曲第556番-b イ短調（自動車事故）（String Quartet No.556(b) for Strings in A Minor (Motoring Accident)）』（1997年）を作曲している。